# Galve
Galve is een gemeente in de Spaanse provincie Teruel in de regio Aragón met een oppervlakte van 61,88 km². Galve telt 159 inwoners (1 januari 2016).

## Demografische ontwikkeling
Bron: INE, 1857-2011: volkstellingen
Opm.: Tussen 1972 en 1982 behoorde Galve tot de gemeente Perales de Alfambra